# UEFA Champions League 2008-2009 (fase a eliminazione diretta)
Questa voce raccoglie un approfondimento sulle gare della fase a eliminazione diretta dell'edizione 2008-2009 della UEFA Champions League.

## Tabellone
|  | Ottavi di finale | Ottavi di finale | Ottavi di finale | Ottavi di finale |   |                | Quarti di finale | Quarti di finale | Quarti di finale | Quarti di finale |  |                  | Semifinali | Semifinali | Semifinali | Semifinali |            |   | Finale | Finale |
|  |                  |                  |                  |                  |   |                |                  |                  |                  |                  |  |                  |            |            |            |            |            |   |        |        |
|  | Lione            | 1                | 2                | 3                |   |                |                  |                  |                  |                  |  |                  |            |            |            |            |            |   |        |        |
|  | Barcellona       | 1                | 5                | 6                |   |                |                  |                  |                  |                  |  |                  |            |            |            |            |            |   |        |        |
|  | Barcellona       | 1                | 5                | 6                |   | Barcellona     | 4                | 1                | 5                |                  |  |                  |            |            |            |            |            |   |        |        |
|  |                  |                  |                  |                  |   | Barcellona     | 4                | 1                | 5                |                  |  |                  |            |            |            |            |            |   |        |        |
|  |                  | Bayern Monaco    | 0                | 1                | 1 |                |                  |                  |                  |                  |  |                  |            |            |            |            |            |   |        |        |
|  | Sporting Lisbona | Bayern Monaco    | 0                | 1                | 1 | 0              | 1                | 1                |                  |                  |  |                  |            |            |            |            |            |   |        |        |
|  | Sporting Lisbona |                  |                  |                  |   | 0              | 1                | 1                |                  |                  |  |                  |            |            |            |            |            |   |        |        |
|  | Bayern Monaco    | 5                | 7                | 12               |   |                |                  |                  |                  |                  |  |                  |            |            |            |            |            |   |        |        |
|  | Bayern Monaco    | 5                | 7                | 12               |   |                |                  |                  |                  |                  |  | Barcellona (gfc) | 0          | 1          | 1          |            |            |   |        |        |
|  |                  |                  |                  |                  |   |                |                  |                  |                  |                  |  | Barcellona (gfc) | 0          | 1          | 1          |            |            |   |        |        |
|  |                  | Chelsea          | 0                | 1                | 1 |                |                  |                  |                  |                  |  |                  |            |            |            |            |            |   |        |        |
|  | Real Madrid      | Chelsea          | 0                | 1                | 1 | 0              | 0                | 0                |                  |                  |  |                  |            |            |            |            |            |   |        |        |
|  | Real Madrid      |                  |                  |                  |   | 0              | 0                | 0                |                  |                  |  |                  |            |            |            |            |            |   |        |        |
|  | Liverpool        | 1                | 4                | 5                |   |                |                  |                  |                  |                  |  |                  |            |            |            |            |            |   |        |        |
|  | Liverpool        | 1                | 4                | 5                |   | Liverpool      | 1                | 4                | 5                |                  |  |                  |            |            |            |            |            |   |        |        |
|  |                  |                  |                  |                  |   | Liverpool      | 1                | 4                | 5                |                  |  |                  |            |            |            |            |            |   |        |        |
|  |                  | Chelsea          | 3                | 4                | 7 |                |                  |                  |                  |                  |  |                  |            |            |            |            |            |   |        |        |
|  | Chelsea          | Chelsea          | 3                | 4                | 7 | 1              | 2                | 3                |                  |                  |  |                  |            |            |            |            |            |   |        |        |
|  | Chelsea          |                  |                  |                  |   | 1              | 2                | 3                |                  |                  |  |                  |            |            |            |            |            |   |        |        |
|  | Juventus         | 0                | 2                | 2                |   |                |                  |                  |                  |                  |  |                  |            |            |            |            |            |   |        |        |
|  | Juventus         | 0                | 2                | 2                |   |                |                  |                  |                  |                  |  |                  |            |            |            |            | Barcellona | 2 |        |        |
|  |                  |                  |                  |                  |   |                |                  |                  |                  |                  |  |                  |            |            |            |            |            | 2 |        |        |
|  |                  | Manchester Utd   | 0                |                  |   |                |                  |                  |                  |                  |  |                  |            |            |            |            |            |   |        |        |
|  | Inter            | Manchester Utd   | 0                | 0                | 0 | 0              |                  |                  |                  |                  |  |                  |            |            |            |            |            |   |        |        |
|  | Inter            |                  |                  | 0                | 0 | 0              |                  |                  |                  |                  |  |                  |            |            |            |            |            |   |        |        |
|  | Manchester Utd   | 0                | 2                | 2                |   |                |                  |                  |                  |                  |  |                  |            |            |            |            |            |   |        |        |
|  | Manchester Utd   | 0                | 2                | 2                |   | Manchester Utd | 2                | 1                | 3                |                  |  |                  |            |            |            |            |            |   |        |        |
|  |                  |                  |                  |                  |   | Manchester Utd | 2                | 1                | 3                |                  |  |                  |            |            |            |            |            |   |        |        |
|  |                  | Porto            | 2                | 0                | 2 |                |                  |                  |                  |                  |  |                  |            |            |            |            |            |   |        |        |
|  | Atlético Madrid  | Porto            | 2                | 0                | 2 | 2              | 0                | 2                |                  |                  |  |                  |            |            |            |            |            |   |        |        |
|  | Atlético Madrid  |                  |                  |                  |   | 2              | 0                | 2                |                  |                  |  |                  |            |            |            |            |            |   |        |        |
|  | Porto (gfc)      | 2                | 0                | 2                |   |                |                  |                  |                  |                  |  |                  |            |            |            |            |            |   |        |        |
|  | Porto (gfc)      | 2                | 0                | 2                |   |                |                  |                  |                  |                  |  | Manchester Utd   | 1          | 3          | 4          |            |            |   |        |        |
|  |                  |                  |                  |                  |   |                |                  |                  |                  |                  |  | Manchester Utd   | 1          | 3          | 4          |            |            |   |        |        |
|  |                  | Arsenal          | 0                | 1                | 1 |                |                  |                  |                  |                  |  |                  |            |            |            |            |            |   |        |        |
|  | Villarreal       | Arsenal          | 0                | 1                | 1 | 1              | 2                | 3                |                  |                  |  |                  |            |            |            |            |            |   |        |        |
|  | Villarreal       |                  |                  |                  |   | 1              | 2                | 3                |                  |                  |  |                  |            |            |            |            |            |   |        |        |
|  | Panathīnaïkos    | 1                | 1                | 2                |   |                |                  |                  |                  |                  |  |                  |            |            |            |            |            |   |        |        |
|  | Panathīnaïkos    | 1                | 1                | 2                |   | Villarreal     | 1                | 0                | 1                |                  |  |                  |            |            |            |            |            |   |        |        |
|  |                  |                  |                  |                  |   | Villarreal     | 1                | 0                | 1                |                  |  |                  |            |            |            |            |            |   |        |        |
|  |                  | Arsenal          | 1                | 3                | 4 |                |                  |                  |                  |                  |  |                  |            |            |            |            |            |   |        |        |
|  | Arsenal (dcr)    | Arsenal          | 1                | 3                | 4 | 1              | 0                | 1 (7)            |                  |                  |  |                  |            |            |            |            |            |   |        |        |
|  | Arsenal (dcr)    |                  |                  |                  |   | 1              | 0                | 1 (7)            |                  |                  |  |                  |            |            |            |            |            |   |        |        |
|  | Roma             | 0                | 1                | 1 (6)            |   |                |                  |                  |                  |                  |  |                  |            |            |            |            |            |   |        |        |

## Ottavi di finale

### Sorteggio
Il sorteggio degli ottavi di finale si è svolto il 19 dicembre 2008 presso la sede dell'UEFA a Nyon. Le partite di andata verranno giocate tra il 24 e il 25 febbraio 2009, mentre quelle di ritorno tra il 10 e l'11 marzo. Tali accoppiamenti sono stati sorteggiati con il seguente esito:
1. Chelsea - Juventus
2. Villarreal - Panathīnaïkos
3. Sporting Lisbona - Bayern Monaco
4. Atlético Madrid - Porto
5. Olympique Lione - Barcellona
6. Real Madrid - Liverpool
7. Inter - Manchester Utd
8. Arsenal - Roma

### Riassunto delle partite
Allo Stade de Gerland, l'Olympique Lione e il Barcellona pareggiano per 1-1: dopo tre minuti di gioco, i francesi passano in vantaggio con un calcio di punizione di Juninho, ma nella ripresa, gli spagnoli ristabiliscono la parità grazie al gol di Henry al 67', avvenuto sugli sviluppi di un calcio d'angolo. Nella gara di ritorno al Camp Nou, i catalani archiviano la pratica qualificazione già nel primo tempo, segnando ben quattro reti con Henry (autore di una doppietta), Messi e Eto'o, cui seguono le inutili marcature di Makoun e Juninho per i francesi. Nel secondo tempo, il Barcellona perviene nuovamente al gol nel recupero con Keita, fissando il punteggio sul 5-2 e passando così al turno successivo con un risultato totale di 6-3 nel doppio confronto.
Al Vicente Calderón, l'Atlético Madrid e il Porto pareggiano col punteggio di 2-2: gli spagnoli trovano subito il vantaggio con Maxi Rodríguez dopo tre minuti, ma vengono raggiunti dal gol di Lisandro al 22'. Nel recupero del primo tempo, la rete di Forlán, scaturita da un errore del portiere Hélton, consente tuttavia ai padroni di casa di tornare avanti. Nel secondo tempo, i portoghesi pervengono nuovamente al pari con Lisandro, che al 72' firma la doppietta personale. Nel match di ritorno al do Dragão le due squadre non vanno oltre lo 0-0, permettendo così al Porto di accedere al turno seguente in virtù della regola dei gol fuori casa sull'aggregato complessivo di 2-2.
All'Emirates Stadium, l'Arsenal batte la Roma per 1-0 grazie al gol su calcio di rigore di van Persie, concesso dall'arbitro Larsen per un intervento scomposto di Méxes ai danni dello stesso attaccante olandese. Nella partita di ritorno all'Olimpico, gli italiani vincono col medesimo risultato, frutto della rete di Juan dopo nove minuti, dilungando il doppio confronto ai tempi supplementari sul punteggio totale di 1-1. I due tempi addizionali non fanno tuttavia registrare nuove marcature da ambo le parti, rendendo dunque necessari i tiri di rigore. Dal dischetto, gli inglesi si impongono per 7-6 grazie agli errori di Vučinić e Tonetto, che consentono a Diaby di spiazzare Doni per regalare il passaggio del turno all'Arsenal.
Al Meazza, l'Inter blocca sullo 0-0 i campioni in carica del Manchester Utd anche grazie al fondamentale apporto del portiere Júlio César, capace più volte di mantenere inviolata la propria porta. Nella gara di ritorno all'Old Trafford, gli inglesi superano tuttavia gli italiani per 2-0 con i gol di Vidić e Cristiano Ronaldo, passando così al turno successivo.
Allo Stamford Bridge, il Chelsea, finalista della precedente edizione, sconfigge la Juventus per 1-0 con rete di Drogba al 12', rischiando però nel finale di subire il pareggio. Nel match di ritorno all'Olimpico di Torino, gli italiani passano in vantaggio con Iaquinta al 19', ma vengono raggiunti dal gol di Essien nel recupero del primo tempo. Nella seconda frazione di gioco, i padroni di casa si riportano avanti al 74' grazie al calcio di rigore di Del Piero, concesso dall'arbitro Mallenco per un tocco di mano di Belletti, avvenuto sugli sviluppi di una punizione battuta dallo stesso fantasista italiano. Gli inglesi trovano tuttavia il 2-2 con Drogba all'83' che, complice l'inferiorità numerica avversaria per l'espulsione di Chiellini, consente appunto agli ospiti di raggiungere il turno seguente con un aggregato complessivo di 3-2 nel doppio confronto.
Al Madrigal, Villarreal e Panathīnaïkos pareggiano per 1-1: all'iniziale rete di Karagkounīs per gli ospiti, che segna con uno splendido tiro dalla distanza, risponde il gol su calcio di rigore di Rossi per i padroni di casa, concesso dall'arbitro Plautz per un intervento scomposto di Wawrzyniak ai danni di Pirès. Nella partita di ritorno all'Olimpico di Atene, gli spagnoli espugnano il campo dei greci per 2-1 grazie alle reti di Ibagaza e Llorente, intervallate dall'inutile marcatura di Mantzios, che permettono al Villarreal di passare il turno sul risultato totale di 3-2 nella doppia sfida.
All'Alvalade, il Bayern Monaco surclassa lo Sporting Lisbona col punteggio di 5-0, archiviando anzitempo la qualificazione al turno successivo con il gol di Klose e le rispettive doppiette di Ribéry e Toni. Nella gara di ritorno all'Allianz Arena, i tedeschi rifilano addirittura altri sette gol ai portoghesi (a segno Podolski con una doppietta, Polga con un'autorete, Schweinsteiger, van Bommel, Klose su calcio di rigore e l'esordiente Müller), trionfando per 7-1 (di João Moutinho l'unica marcatura ospite) e registrando così il record sia per il risultato complessivo (12-1), sia per il margine di vittoria più alto (undici reti di scarto) mai ottenuto nella fase ad eliminazione diretta della manifestazione.
Al Bernabéu, il Liverpool vince per 1-0 contro il Real Madrid grazie al gol di Benayoun all'82', che con un colpo di testa insacca in rete una punizione battuta da Fábio Aurélio. Nel match di ritorno all'Anfield, gli inglesi battono nuovamente gli spagnoli, imponendosi con un perentorio 4-0, frutto della doppietta di Gerrard e delle marcature di Torres e Dossena, che consentono così al Liverpool di raggiungere il turno successivo col risultato complessivo di 5-0 nel doppio confronto.

### Andata
| Arbitro: | Stark |

|            |           |           |
| Juninho 3’ | Marcatori | 67’ Henry |

| Arbitro: | Webb |

|                                |           |                   |
| Maxi Rodríguez 3’ Forlan 45+2’ | Marcatori | 22’, 72’ Lisandro |

| Arbitro: | Bo Larsen |

|                       |           |  |
| Van Persie 37’ (rig.) | Marcatori |  |

| Milano 24 febbraio 2009, ore 20:45 CET | Inter            | 0 – 0 referto | Manchester Utd | Stadio Giuseppe Meazza (80 018 spett.)\| Arbitro: \| Medina Cantalejo \| |
| Arbitro:                               | Medina Cantalejo |               |                |                                                                          |

| Arbitro: | Benquerenca |

|            |           |  |
| Drogba 12’ | Marcatori |  |

| Arbitro: | Plautz |

|                  |           |                 |
| Rossi 67’ (rig.) | Marcatori | 59’ Karagkounis |

| Arbitro: | Layec |

|  |           |                                                  |
|  | Marcatori | 42’, 63’ (rig.) Ribery 57’ Klose 84’, 90+1’ Toni |

| Arbitro: | Rosetti |

|  |           |              |
|  | Marcatori | 82’ Benayoun |

### Ritorno
| Arbitro: | Mallenco |

|                                   |           |                         |
| Iaquinta 19’ Del Piero 74’ (rig.) | Marcatori | 45+1’ Essien 83’ Drogba |

| Arbitro: | De Bleeckere |

|                                                |           |  |
| Torres 16’ Gerrard 28’ (rig.), 47’ Dossena 88’ | Marcatori |  |

| Arbitro: | Busacca |

|              |           |                          |
| Mantzios 55’ | Marcatori | 49’ Ibagaza 70’ Llorente |

| Arbitro: | Hansson |

|                                                                                                 |           |              |
| Podolski 7’, 34’ Polga 39’ (aut.) Schweinsteiger 43’ Van Bommel 74’ Klose 82’ (rig.) Müller 90’ | Marcatori | 42’ Moutinho |

| Arbitro: | Ovrebo |

|                                                |           |                        |
| Henry 25’, 27’ Messi 40’ Eto'o 43’ Keita 90+5’ | Marcatori | 44’ Makoun 48’ Juninho |

| Arbitro: | Gonzalez |

|                                                                |                      |                                                             |
| Juan 9’                                                        | Marcatori            |                                                             |
| Pizarro Vucinic Baptista Montella Totti Aquilani Riise Tonetto | Tiri di rigore 6 – 7 | Eduardo Van Persie Walcott Nasri Denilson Toure Sagna Diaby |

| Arbitro: | Stark |

|                      |           |  |
| Vidic 4’ Ronaldo 49’ | Marcatori |  |

| Porto 11 marzo 2009, ore 20:45 CET | Porto | 0 – 0 (2-2 tot., (gfc) referto | Atlético Madrid | Stadio do Dragão (46 509 spett.)\| Arbitro: \| Vink \| |
| Arbitro:                           | Vink  |                                |                 |                                                        |

### Tabella riassuntiva
| Squadra 1        | Totale          | Squadra 2         | Andata | Ritorno |
| ---------------- | --------------- | ----------------- | ------ | ------- |
| Chelsea          | 3 - 2           | Juventus          | 1 - 0  | 2 - 2   |
| Villarreal       | 3 - 2           | Panathīnaïkos     | 1 - 1  | 2 - 1   |
| Sporting Lisbona | 1 - 12          | Bayern Monaco     | 0 - 5  | 1 - 7   |
| Atlético Madrid  | 2 - 2 (gfc)     | Porto             | 2 - 2  | 0 - 0   |
| Olympique Lione  | 3 - 6           | Barcellona        | 1 - 1  | 2 - 5   |
| Real Madrid      | 0 - 5           | Liverpool         | 0 - 1  | 0 - 4   |
| Inter            | 0 - 2           | Manchester United | 0 - 0  | 0 - 2   |
| Arsenal          | 1 - 1 (7-6 dcr) | Roma              | 1 - 0  | 0 - 1   |

## Quarti di finale

### Sorteggio
Il sorteggio dei quarti di finale si è svolto presso la sede dell'UEFA a Nyon. Le partite di andata verranno giocate tra il 7 e l'8 aprile 2009, mentre quelle di ritorno tra il 14 e 15 aprile. Tali accoppiamenti sono stati sorteggiati con il seguente esito:
1. Villarreal - Arsenal
2. Manchester Utd - Porto
3. Liverpool - Chelsea
4. Barcellona - Bayern Monaco

### Riassunto delle partite
Al Madrigal, Villarreal e Arsenal pareggiano per 1-1: alla rete di Senna al 10', che segna con una gran conclusione dalla distanza, risponde lo splendido gol in rovesciata di Adebayor al 66'. Nella gara di ritorno all'Emirates Stadium, gli inglesi battono invece gli spagnoli con un netto 3-0 grazie alle marcature di Walcott, Adebayor e van Persie, quest'ultimo a segno su calcio di rigore, concesso dall'arbitro Stark per un intervento scomposto di Godín ai danni dello stesso Walcott, passando così il turno sul punteggio totale di 4-1 nel doppio confronto.
All'Old Trafford, il match tra Manchester Utd e Porto termina con un pareggio per 2-2: all'iniziale vantaggio di Rodriguez per gli ospiti al 4', risponde la rete di Rooney al 15' per i padroni di casa. Nel secondo tempo, gli inglesi tornano avanti con Tévez, ma nei minuti finali vengono raggiunti dal gol di Mariano González all'89'. Nella partita di ritorno al do Dragão, gli inglesi si impongono per 1-0 grazie alla splendida rete dalla distanza di Cristiano Ronaldo al 6', che permette al Manchester Utd di accedere al turno seguente sul risultato complessivo di 3-2 e di diventare la prima squadra britannica ad espugnare il campo dei portoghesi.
All'Anfield, il Chelsea prevale sui connazionali del Liverpool per 3-1 grazie alla doppietta di Ivanović, che in entrambi i casi insacca in rete con un colpo di testa sugli sviluppi di un calcio d'angolo, e al gol di Drogba, rimontando il vantaggio iniziale di Torres per i padroni di casa. Nel match di ritorno allo Stamford Bridge, le due formazioni inglesi si rendono protagoniste di una rocambolesca gara, terminata con un pareggio per 4-4: alla mezz'ora del primo tempo, i Reds si trovano già avanti di due reti, frutto delle marcature di Fábio Aurélio, a segno su calcio di punizione al 19', e di Xabi Alonso, in gol su calcio di rigore al 28', concesso dall'arbitro Cantalejo per un fallo di Ivanović ai danni dello stesso centrocampista spagnolo, ma nella ripresa, i Blues ribaltano il risultato grazie ai gol di Drogba al 51', di Alex su calcio di punizione al 57' e di Lampard al 76'. Gli ospiti riaprono clamorosamente il discorso qualificazione in virtù della rete di Leiva al 79' e di quella di Kuijt all'83', però nei minuti finali Lampard firma la doppietta personale, che spegne le ultime speranze del Liverpool e permette invece al Chelsea di passare in semifinale con un aggregato totale di 7-5 nel doppio confronto.
Al Camp Nou, il Barcellona annichilisce il Bayern Monaco con un perentorio 4-0, frutto della doppietta di Messi e dei gol di Eto'o e Henry, tutti avvenuti nel primo tempo della partita. La gara di ritorno all'Allianz Arena si rivela dunque una formalità per gli spagnoli, che pareggiano per 1-1 grazie alla rete di Keita al 73', la quale rimonta il vantaggio iniziale di Ribéry al 47' per i tedeschi, accedendo così alla semifinale con un risultato complessivo di 5-1 nella doppia sfida.

### Andata
| Arbitro: | Ovrebo |

|           |           |              |
| Senna 10’ | Marcatori | Adebayor 66’ |

| Arbitro: | Plautz |

|                      |           |                           |
| Rooney 15’ Tevez 85’ | Marcatori | 4’ Rodriguez 89’ Gonzalez |

| Arbitro: | Bo Larsen |

|           |           |                              |
| Torres 6’ | Marcatori | 39’, 62’ Ivanovic 67’ Drogba |

| Arbitro: | Webb |

|                                   |           |  |
| Messi 9’, 38’ Eto'o 12’ Henry 43’ | Marcatori |  |

### Ritorno
| Arbitro: | Mejuto Cantalejo |

|                                      |           |                                                      |
| Drogba 51’ Alex 57’ Lampard 76’, 89’ | Marcatori | 19’ F. Aurélio 28’ (rig.) Alonso 81’ Leiva 83’ Kuijt |

| Arbitro: | Rosetti |

|            |           |           |
| Ribery 47’ | Marcatori | 73’ Keita |

| Arbitro: | Stark |

|                                                |           |  |
| Walcott 10’ Adebayor 60’ Van Persie 69’ (rig.) | Marcatori |  |

| Arbitro: | Busacca |

|  |           |            |
|  | Marcatori | 6’ Ronaldo |

### Tabella riassuntiva
| Squadra 1         | Totale | Squadra 2     | Andata | Ritorno |
| ----------------- | ------ | ------------- | ------ | ------- |
| Villarreal        | 1 - 4  | Arsenal       | 1 - 1  | 0 - 3   |
| Manchester United | 3 - 2  | Porto         | 2 - 2  | 1 - 0   |
| Liverpool         | 5 - 7  | Chelsea       | 1 - 3  | 4 - 4   |
| Barcellona        | 5 - 1  | Bayern Monaco | 4 - 0  | 1 - 1   |

## Semifinali

### Sorteggio
Il sorteggio delle semifinali si è svolto presso la sede dell'UEFA a Nyon. Le partite di andata verranno giocate tra il 28 e 29 aprile 2009, mentre quelle di ritorno tra il 5 e 6 aprile. Tali accoppiamenti sono stati sorteggiati con il seguente esito:
1. Manchester Utd - Arsenal
2. Barcellona - Chelsea

### Riassunto delle partite
Al Camp Nou, il Barcellona viene bloccato sullo 0-0 dal Chelsea, frutto anche della grande prestazione del portiere Čech, che nega più volte il vantaggio ai padroni di casa. Nella gara di ritorno allo Stamford Bridge, gli inglesi passano in vantaggio al 9' con Essien, il cui splendido tiro al volo di sinistro si insacca in rete sotto l'incrocio dei pali. Nel secondo tempo, i Blues sfiorano diverse volte il raddoppio, mentre gli spagnoli accusano il colpo, rimanendo anche in dieci uomini per l'espulsione di Abidal, comminata dall'arbitro Øvrebø per un fallo ai danni di Anelka, lanciato in solitaria a rete. Proprio quando la partita sembra avviarsi alla sua naturale conclusione, i catalani trovano il pari con Iniesta al 93', che con un gran destro da fuori area supera Čech, consentendo così al Barcellona di qualificarsi all'atto conclusivo della competizione in virtù della regola dei gol in trasferta sul risultato complessivo di 1-1. Molto contestato l'arbitraggio del fischietto norvegese, reo di non aver concesso tre nitidi rigori al Chelsea, nonché alcune sanzioni mancanti nel corso del match.
All'Old Trafford, il Manchester Utd batte i connazionali dell'Arsenal per 1-0 grazie alle rete di O'Shea al 17', sfiorando più volte il raddoppio e colpendo anche una traversa nel secondo tempo. Nella partita di ritorno all'Emirates Stadium, i Red Devils prevalgono nuovamente sui Gunners col risultato di 3-1: dopo dieci minuti di gioco, gli ospiti si ritrovano giù avanti di due gol, frutto delle marcature di Park e Cristiano Ronaldo, quest'ultimo a segno su calcio di punizione. Nella seconda frazione, i mancuniani segnano ancora con Ronaldo al 61', che firma la doppietta personale, prima di subire la rete della bandiera dei londinesi col calcio di rigore di van Persie al 76', concesso dall'arbitro Rosetti per un intervento scomposto di Fletcher ai danni di Fàbregas, che comporta l'espulsione dello stesso centrocampista scozzese. Il Manchester Utd si impone dunque con un aggregato complessivo di 4-1 nel doppio confronto, raggiungendo la finale della manifestazione per la seconda volta consecutiva, nonché quarta in totale.

### Andata
| Barcellona 28 aprile 2009, ore 20:45 CEST | Barcellona | 0 – 0 referto | Chelsea | Camp Nou (95 231 spett.)\| Arbitro: \| Stark \| |
| Arbitro:                                  | Stark      |               |         |                                                 |

| Arbitro: | Bo Larsen |

|            |           |  |
| O'Shea 17’ | Marcatori |  |

### Ritorno
| Arbitro: | Rosetti |

|                       |           |                          |
| Van Persie 76’ (rig.) | Marcatori | 8’ Park 11’, 61’ Ronaldo |

| Arbitro: | Ovrebo |

|           |           |               |
| Essien 9’ | Marcatori | 90+3’ Iniesta |

### Tabella riassuntiva
| Squadra 1         | Totale      | Squadra 2 | Andata | Ritorno |
| ----------------- | ----------- | --------- | ------ | ------- |
| Manchester United | 4 - 1       | Arsenal   | 1 - 0  | 3 - 1   |
| Barcellona        | 1 - 1 (gfc) | Chelsea   | 0 - 0  | 1 - 1   |

## Finale
| Arbitro: | Massimo Busacca |

|                    |           |  |
| Eto'o 9’ Messi 69’ | Marcatori |  |

| Barcellona | Manchester United |

| Barcellona (4-3-3) |    |                   |     |       |
|                    |    |                   |     |       |
| P                  | 1  | Víctor Valdés     |     |       |
| DD                 | 5  | Carles Puyol (c)  |     |       |
| DC                 | 24 | Yaya Touré        |     |       |
| DC                 | 3  | Gerard Piqué      | 16’ |       |
| DS                 | 16 | Sylvinho          |     |       |
| CA                 | 28 | Sergio Busquets   |     |       |
| CC                 | 6  | Xavi              |     |       |
| CC                 | 8  | Andrés Iniesta    |     | 90+2’ |
| CD                 | 10 | Lionel Messi      |     |       |
| CS                 | 14 | Thierry Henry     |     | 72’   |
| AC                 | 9  | Samuel Eto'o      |     |       |
| Panchina:          |    |                   |     |       |
| P                  | 13 | José Manuel Pinto |     |       |
| D                  | 2  | Martín Cáceres    |     |       |
| D                  | 46 | Marc Muniesa      |     |       |
| C                  | 15 | Seydou Keita      |     | 72’   |
| A                  | 7  | Eiður Guðjohnsen  |     |       |
| A                  | 11 | Bojan Krkić       |     |       |
| A                  | 27 | Pedro             |     | 90+2’ |
| Allenatore:        |    |                   |     |       |
| Josep Guardiola    |    |                   |     |       |

| Manchester Utd (4-3-3) |    |                   |       |     |
|                        |    |                   |       |     |
| P                      | 1  | Edwin van der Sar |       |     |
| DD                     | 22 | John O'Shea       |       |     |
| DC                     | 5  | Rio Ferdinand     |       |     |
| DC                     | 15 | Nemanja Vidić     | 90+3’ |     |
| DS                     | 3  | Patrice Evra      |       |     |
| CC                     | 8  | Anderson          |       | 46’ |
| CC                     | 16 | Michael Carrick   |       |     |
| CC                     | 11 | Ryan Giggs (c)    |       | 75’ |
| CD                     | 13 | Park Ji-sung      |       | 66’ |
| CS                     | 10 | Wayne Rooney      |       |     |
| AC                     | 7  | Cristiano Ronaldo | 78’   |     |
| Panchina:              |    |                   |       |     |
| P                      | 29 | Tomasz Kuszczak   |       |     |
| D                      | 21 | Rafael            |       |     |
| D                      | 23 | Jonny Evans       |       |     |
| C                      | 17 | Nani              |       |     |
| C                      | 18 | Paul Scholes      | 81’   | 75’ |
| A                      | 9  | Dimităr Berbatov  |       | 66’ |
| A                      | 32 | Carlos Tévez      |       | 46’ |
| Allenatore:            |    |                   |       |     |
| Alex Ferguson          |    |                   |       |     |

| Uomo-partita UEFA: Xavi Fans' Man of the Match: Lionel Messi Guardalinee: Matthias Arnet Francesco Buragina Quarto uomo: Claudio Chinetto |